# Russell Vought
Russell Thurlow Vought (IPA: /voʊt/, 1976. március 26. –) amerikai kormányzati tisztviselő és konzervatív politikai szakértő, az Egyesült Államok Menedzsment- és Költségvetési Irodájának igazgatója 2025 óta, amely pozíciót 2021 és 2021 között is betöltött Donald Trump első elnöksége közben.
Vought Illinois-ban végezte tanulmányait, amelyet követően a Heritage Action alelnöke lett, és a Republikánus Pártnak dolgozott. Politikáját tekintve keresztény nacionalista, a Center for Renewing America szervezet alapítója, amely ellenzi a kritikus fajelméletet és szerintük a Egyesült Államok egy „Nemzet az Isten színe előtt.” Nagy szerepe volt a Project 2025 konzervatív elméletgyűjtemény létrehozásában, amely az amerikai kormány reformálására, és a konzervatív politika terjesztésére készült el. 2024 májusában kienevzték a Republikánus Nemzeti Bizottság politikaigazgatójának.
2024 novemberében Donald Trump bejelentette, hogy Voughtot nevezi a Menedzsment- és Költségvetési Iroda élére második elnöksége idejére. Az Egyesült Államok Szenátusa 2025. február 6-án hagyta jóvá a jelölést.